# Controluce
Il controluce (in francese Contre-jour: "contro la luce del giorno") è una tecnica fotografica in cui la fotocamera sta puntando direttamente verso una fonte di luce.
Il controluce produce una retroilluminazione del soggetto. Questo effetto di solito nasconde i dettagli, provoca un forte contrasto tra luce e buio, crea sagome (silhouette) e sottolinea linee e forme. Il sole, o altra sorgente luminosa, è spesso considerata sia come un punto luminoso o come forte abbagliamento dietro al soggetto.
La luce di riempimento può essere utilizzata per illuminare il lato del soggetto rivolto verso la telecamera. L'effetto silhouette si verifica quando vi è un rapporto di illuminazione di 16:1 o superiore; a rapporti più bassi, come 8:1 il risultato è invece chiamato illuminazione low-key.